# Un giorno di regno
Un giorno di regno (deutscher Titel: König für einen Tag) ist eine Opera buffa (Originalbezeichnung: „Melodramma giocoso“) in zwei Akten von Giuseppe Verdi auf ein Libretto von Felice Romani. Die Uraufführung am 5. September 1840 an der Mailänder Scala war ein Fiasko. Erst in seiner letzten Oper, dem Falstaff, vertonte Verdi wieder eine musikalische Komödie.

## Entstehung
Nach Verdis erstem Erfolg mit Oberto bestellte Bartolomeo Merelli, der Direktor der Mailänder Scala, drei weitere Opern für die kommenden zwei Jahre bei Verdi. Merelli hatte zunächst Il proscritto (Der Geächtete) auf ein Libretto von Gaetano Rossi vorgeschlagen. Als Verdi bereits mit der Komposition beginnen wollte, änderte Merelli seine Pläne. Da im Spielplan eine komische Oper fehlte, übersandte er Verdi mehrere Libretti von Felice Romani zur Auswahl. Verdi wählte Il finto Stanislao (Der falsche Stanislaus), das Libretto, das ihm am wenigsten missfiel. Eine Oper auf dieses Libretto war bereits 1818 in einer Vertonung von Adalbert Gyrowetz an der Scala aufgeführt worden, war aber nach elf Vorstellungen vom Spielplan abgesetzt worden.
Verdi hatte zum Zeitpunkt der Komposition mehrere Schicksalsschläge zu verkraften. Der frühe Tod seiner Tochter 1838 und seines Sohnes 1839 hatten ihn in eine depressive Stimmung versetzt. Kurz nach Beginn der Komposition erkrankte Verdi an Angina. Als dann auch noch seine Frau Margherita an Gehirnhautentzündung starb, verstärkten sich seine Depressionen. Trotzdem versuchte er, den Kontrakt zu erfüllen und die Komposition zu beenden.

## Rezeption
Bei der Uraufführung der Oper am 5. September 1840 fiel das Werk durch und wurde ausgepfiffen. Das Stück wurde sofort vom Spielplan abgesetzt, und Merelli löste den Kontrakt mit Verdi. Verdi war so verzweifelt, dass er beschloss, das Komponieren aufzugeben. Merelli hatte zwar den Kontrakt gelöst, konnte aber Verdi ein Jahr später überreden, den Nabucco auf ein Libretto von Temistocle Solera zu komponieren, womit Verdi seinen ersten großen Erfolg feiern konnte.
Nur ein Teil des Misserfolgs ging auf Verdis Komposition zurück. Hinzu kam das schwache Libretto und die unzulänglich einstudierte Erstaufführung. Die Kritik bemängelte, dass die Musik zu epigonal sei und dass sich Verdi zu sehr an Donizetti und  Rossini orientiert habe. Heutige Musikwissenschaftler wie Martin Sokol sehen es differenzierter. Zwar ist Rossinis Einfluss in der Ouvertüre und im Finale spürbar, ebenso wie Donizettis Liebestrank in Edoardos Proverò che degno i sono (erster Akt, Nr. 6), aber trotzdem zeigte Verdi in der Oper viel Eigenständigkeit, wobei die Arie der Marquise Se de cader la vedova (erster Akt, Nr. 7) auf den Pagen Oscar im dritten Akt des Maskenballs und Edoardos Duett mit Belfiore nach Meinung Sokols auf das Freundschaftsduett in Don Carlos hinweisen.
Trotz des Fiaskos an der Scala wurde die Oper von mehreren Bühnen nachgespielt, wie 1845 in Venedig, wo sie nach einem Brief Verdis ein Erfolg war, 1846 in Rom und 1859 in Neapel. Insofern trifft Verdis Brief an seinen Verleger Ricordi, den er 40 Jahre später schrieb, nicht ganz zu, worin er behauptete, dass er seit der Uraufführung die Oper an keiner Bühne mehr gesehen habe.
Heutzutage erfreut sich das Werk einer zunehmenden Beliebtheit, nicht zuletzt wegen Verdis „frische(r), spontane(r) Melodien“, die er trotz der ungünstigen Bedingungen erfand.

## Musik
Stilistisch ist Un giorno di regno eine Nummernoper in der Tradition der italienischen Opera buffa, wobei Verdi auch Secco-Rezitative mit Cembalobegleitung verwendet hat.
In der Oper ist folgende Orchesterbesetzung vorgesehen:
- Holzbläser: Piccoloflöte, Querflöte, zwei Oboen, zwei Klarinetten, zwei Fagotte
- Blechbläser: vier Hörner, zwei Trompeten, drei Posaunen, Cimbasso
- Pauken, Schlagzeug: Große Trommel, Kleine Trommel, Triangel
- Cembalo
- Streicher

## Handlung

### Historischer Kontext

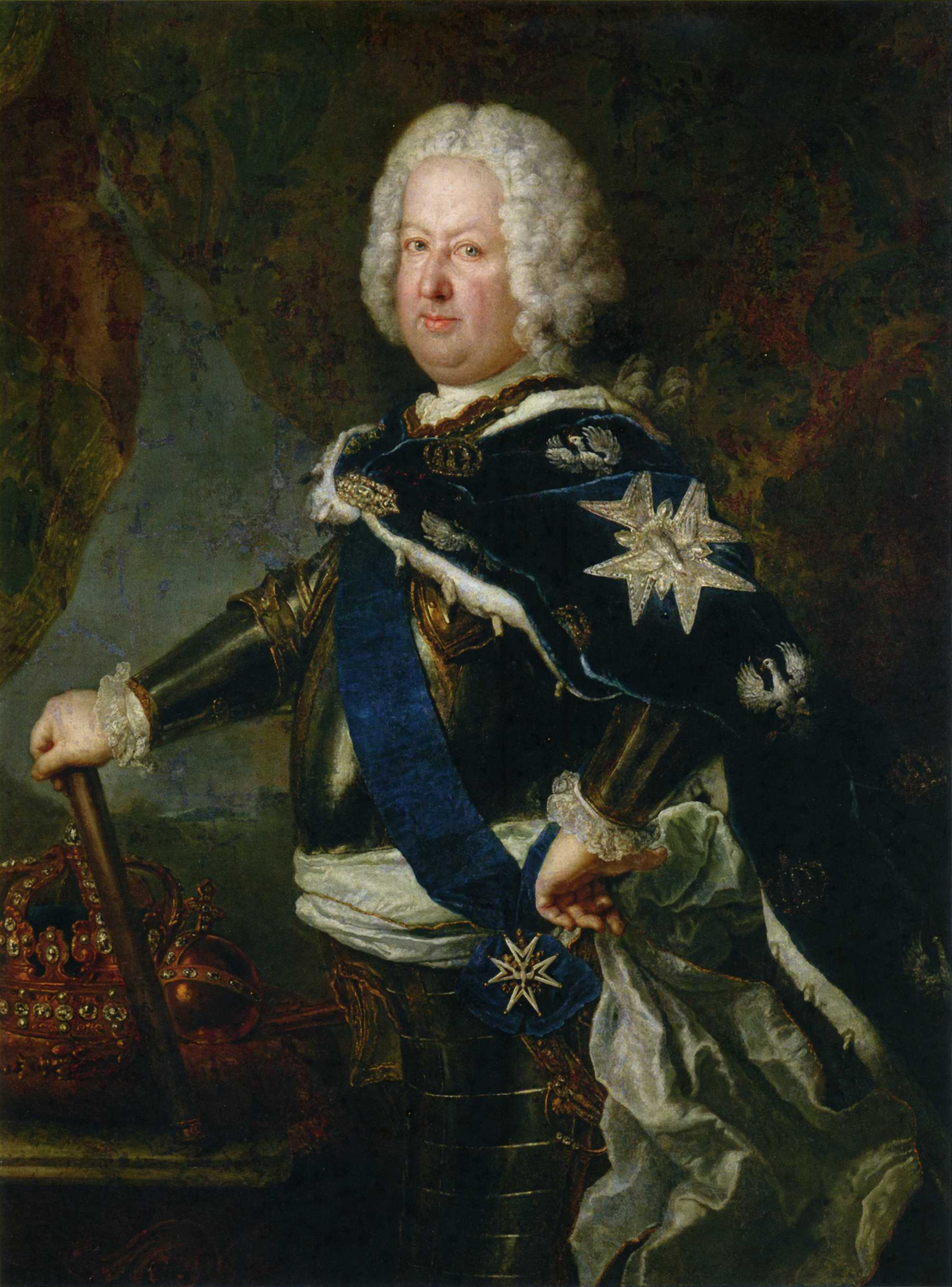
Stanislaus Leszczyński um 1731

Die Oper handelt von einem französischen Chevalier namens Bellefleur (Belfiore), der im Auftrage des Hofes die Rolle des polnischen Königs Stanislaus Leszczyński spielen soll, damit dieser unbemerkt aus seinem französischen Exil nach Polen gelangen kann.
Stanislaus I. Leszczyński (1677–1766) war der abgesetzte König von Polen, der vergeblich versuchte, seine Thronansprüche gegen den sächsischen Kurfürsten August den Starken und dessen Nachfolger durchzusetzen. Seit 1718 lebte er im französischen Exil. Im Polnischen Thronfolgekrieg unterstützte der französische König Ludwig XV. die Ansprüche Leszczyńskis. Dieser kehrte nach dem Tod Augusts des Starken (1. Februar 1733) aus dem französischen Exil nach Polen zurück und ließ sich erneut zum König wählen. Bereits 1734 musste er wieder aus Polen fliehen und fand Asyl beim preußischen König Friedrich Wilhelm I. in Königsberg. Mit der französischen Anerkennung des sächsischen Kurfürsten als König von Polen im Oktober 1735 verlor Leszczyński endgültig seine Thronansprüche und wurde als französischer Vasall mit dem Herzogtum Lothringen und Bar abgefunden.
Die Oper spielt 1733, zum Zeitpunkt, als Stanislaus Leszczyński mit französischer Unterstützung nach Polen zurückkehren konnte. Belfiore (Belfleur) tritt so lange als Double oder „falscher Stanislaus“ auf.

### Erster Akt
Erstes Bild: Eine Galerie
Der Akt beginnt mit einer etwa fünfeinhalbminütigen Ouvertüre. Danach erzählen sich Diener und Vasallen des Barons Kelbar, dass ein König zu Gast ist und dass eine Doppelhochzeit stattfinden soll. Giulietta, die Tochter des Barons, soll auf Drängen ihres Vaters den reichen alten Schatzmeister La Rocca heiraten, obwohl sie Edoardo liebt. Die Nichte des Barons, die Marquise del Poggio, will eher aus Bosheit den Grafen Ivrea heiraten, weil sie annimmt, dass ihr Verlobter Belfiore sie verlassen habe. Dieser hat jedoch die geheime Mission übernommen, so lange den polnischen König Stanislaus zu spielen, bis dieser sicher in Warschau eingetroffen ist. Als Belfiore jedoch hört, dass seine Verlobte einen anderen heiraten will, schreibt er einen Brief an den Hof, um von der lästigen Pflicht befreit zu werden, noch länger den König zu spielen (Nr. 5, Rezitativ, wobei der Text des Briefes gesprochen wird). In seiner Verzweiflung wendet sich Edoardo an ihn, damit ihn der vermeintliche König nach Polen mitnimmt. Belfiore ernennt ihn zu seinem Schildknappen und schwört sich insgeheim, wegen des überspannten Barons noch einen Tag als König zu regieren, um die geplante Heirat zu hintertreiben. Inzwischen ist die Marchesa eingetroffen, die in dem davoneilenden falschen Stanislaus ihren Verlobten zu erkennen glaubt.
Zweites Bild: Garten
Im Garten klagt Giulietta einigen Bauernmädchen und Dienerinnen ihr Leid, dass sie einen ungeliebten Mann heiraten soll. Der Baron und der Schatzmeister kommen hinzu, kurz darauf auch der vermeintliche König mit Edoardo. Belfiore gibt Giulietta und Edoardo die Möglichkeit, kurz miteinander zu sprechen, indem er den Baron und den Schatzmeister in ein kriegstaktisches Gespräch verwickelt. Als die Marchesa dem vermeintlichen König vorgestellt wird, ist sie unsicher, ob er nicht doch Belfiore ist.
Drittes Bild: Galerie, wie vorher
Belfiore, der die Hochzeit von Giulietta mit dem Schatzmeister La Rocca hintertreiben will, verspricht diesem in seiner Rolle als falscher Stanislaus ein Ministeramt und eine polnische Prinzessin. Als der Baron den Heiratsvertrag aufsetzen will, weigert sich La Rocca, die Tochter des Barons zu heiraten, weil er sich zu Höherem berufen fühlt. Im Finale I schlägt die Marchesa vor, dass Giulietta stattdessen Edoardo, den Neffen des Schatzmeisters, heiraten könnte. Der Baron beharrt auf seinem Standpunkt und fordert La Rocca zum Duell. Der vermeintliche König schafft es nur vorübergehend, die Streithähne zur Räson zu bringen.

### Zweiter Akt
Erstes Bild: Galerie
Nachdem Belfiore erfahren hat, dass der Baron nur wegen des Reichtums des alten La Rocca an der Hochzeit seiner Tochter festhält, macht er als falscher Stanislaus den Vorschlag, dass La Rocca seinem Neffen Edoardo ein Schloss und 5000 Scudi Jahresrente verschreibt. Der Baron besteht auf dem Duell. La Rocca macht daraufhin den unkonventionellen Vorschlag, dass sich jeder auf ein Pulverfass setzt und dass derjenige verliert, der zuerst in die Luft fliegt. Der Baron besteht stattdessen auf einem Zweikampf mit dem Schwert, worüber beide weiter streiten.
Zweites Bild: Vorhalle im Erdgeschoss
Die Marchesa ist noch immer im Zweifel, ob der falsche Stanislaus ihr Verlobter ist. In einem Gespräch mit dem vermeintlichen König erklärt sie, dass sie statt Belfiore den Kommandanten Graf Ivrea heiraten will. Nachdem der Baron seine Zustimmung zu der Hochzeit von Giulietta und Edoardo gegeben hat, streitet Giulietta mit ihrem Verlobten, weil sie annimmt, dass er als Schildknappe dem König Stanislaus nach Polen folgen will. In einem Gespräch mit dem falschen Stanislaus erklärt die Marchesa, dass sie Ivrea heiraten wird, falls ihr treuloser Verlobter nicht binnen einer Stunde erscheint. Als auch noch Graf Ivrea auftaucht, versucht Belfiore, die Heirat zu verhindern, indem er behauptet, dass er sofort abreisen muss und dass Ivrea auf Befehl des Hofes König Stanislaus begleiten soll. Im Finale II lösen sich die Verwicklungen. Ein Bote überbringt die Nachricht des Hofes, dass Stanislaus Leszczyński inzwischen in Warschau angelangt ist. Belfiore darf als König „abdanken“ und wird zum Marschall befördert. Nachdem er sich als Belfiore zu erkennen gegeben hat, steht der Hochzeit der richtigen Paare nichts mehr im Wege.

## Diskographie (Auswahl)
- Gesamtaufnahme mit Lina Pagliughi (Marchesa Poggio), Laura Cozzi (Giulietta), Juan Oncina (Edoardo), Renato Capecchi (Belfiore), Sesto Bruscantini (Baron), Chor und Orchestra Sinfonica della RAI di Milano unter Alfredo Simonetto,  WarnerFonit (Cetra) 1951.
- Gesamtaufnahme mit Fiorenza Cossotto (Marchesa), Jessye Norman (Giulietta), José Carreras (Edoardo), Ingvar Wixell (Belfiore), Wladimiro Ganzarolli (Baron), Ambrosian Singers, Royal Philharmonic Orchestra unter Lamberto Gardelli, Philips 1973.
- Gesamtaufnahme mit Elisabeth Jansson (Marchesa), Valda Wilson (Giulietta), Giuseppe Talamo (Edoardo), Gocha Abuladze (Belfiore), Davide Fersini (Baron), David Steffens (La Rocca), Leon De La Guardia (Conte Ivrea), Daniel Dropulja (Delmonte), Czech Philharmonic Choir Brno, Cappella Aquileia unter Marcus Bosch, Coviello Classics 2017.